# Nina Onilova
Nina Andreïevna Onilova (russe : Нина Андреевна Онилова, ukrainien : Ніна Андріївна Онілова ; 10 avril 1921 - 8 mars 1942) était une fusilière soviétique qui a combattu les Allemands près d'Odessa et de Sébastopol en 1941 et 1942.
Après avoir détruit un tank allemand, elle reçoit l'Ordre du drapeau rouge. Elle est mortellement blessée pendant le siège de Sébastopol. En 1965, elle reçoit le titre de Héros de l'Union soviétique et l'Ordre de Lénine à titre posthume.

## Biographie
Nina Onilova naît en 1921 près d'Odessa, fille de paysans ukrainiens. Elle grandit dans un orphelinat d'Odessa après la mort de ses parents quand elle avait onze ans. Elle rejoint le Komsomol et travaille dans une usine de textiles avant la guerre.
Onilova s'intéresse aux armes à feu après avoir vu le film Tchapaïev, film populaire des années 1930 qui retrace la vie du commandant Vassili Tchapaïev et ses actions pendant la guerre civile russe. Dans ce film, Varvara Miasnikova joue Anka, une fusilière très courageuse. Elle prend des cours de tir dans le club paramilitaire de son usine. 

## Seconde Guerre mondiale
La Wehrmacht envahit l'Union soviétique le 22 juin 1941. Onilova se porte volontaire dans l'Armée rouge au début du siège d'Odessa, en août 1941. Elle commence en tant que médecin dans le 54e régiment de la 25e division des fusiliers de l'armée côtière indépendante , mais elle utilise rapidement son entraînement pré-guerre pour montrer ses talents de tireuse en récupérant la mitraillette bloquée d'un camarade, la nettoie rapidement et l'utilise pour repousser une offensive allemande.
Onilova est gravement blessée pendant la suite du siège en 1941, mais elle décide de rester dans son régiment pour préparer l'assaut allemand de la péninsule de Crimée et de la ville de Sébastopol, un port de Crimée utilisé comme base navale stratégique utilisé par la flotte de la Mer Noire.
Onilova participe à la défense de Sébastopol au village de Mekenziya, à environ dix kilomètres à l'Est du centre de la ville. En novembre 1941, elle rampe sur une vingtaine de mètres de terrain découvert pour détruire un tank allemand avec deux cocktails Molotov. Pour cette action, elle devient Sergent et reçoit l'Ordre du Drapeau Rouge,.
Devenue sergent-major au printemps 1942, Onilova est à nouveau gravement blessée pendant une attaque allemande sur Mekenziya le 1er mars 1942, un combat pendant lequel elle se bat seule après la mort de toute son unité. Emmenée dans un hôpital soviétique après le combat, elle écrit le brouillon d'une lettre à Mianiskova sur les pages blanches d'un cahier d'école. 
Elle meurt le 8 mars 1942 à vingt ans et est enterrée au Cimetière des communards de Sébastopol.

## Récompenses et distinctions
Pendant la guerre, Olinova reçoit l'Ordre du Drapeau Rouge.
Vingt ans après la fin de la guerre, elle est reconnue comme Héros de l'Union soviétique. Elle reçoit la plus haute distinction de l'URSS le 14 mai 1965 à titre posthume, recevant l'Étoile d'Or et l'Ordre de Lénine.
Un trawler ukrainien construit en 1975 porte le nom Nina Onilova.